# Hanno Helbling
Hanno Helbling (* 18. August 1930 in Zuoz; † 9. Februar 2005 in Rom) war ein Schweizer Schriftsteller, Übersetzer und Feuilletonredaktor.

## Leben
Hanno Helbling wurde in Zuoz im Engadin geboren, sein Vater war der Germanist Carl Helbling (1897–1966). Der Sohn wuchs in Zürich auf und besuchte dort die Schulen und die Universität. 1953 erlangte er seine Promotion in Geschichte, deutscher Literatur und vergleichender Literaturgeschichte. Bis 1956 folgten weitere Studien in Neapel, München und Rom.
1958 wurde er Feuilletonredaktor bei der Neuen Zürcher Zeitung (NZZ), von 1973 bis 1992 leitete er das Feuilleton. Von 1994 bis zu seinem Tod lebte er in Rom. Sein Nachfolger bei der NZZ wurde Martin Meyer. Ab 1981 war er Mitglied der Deutschen Akademie für Sprache und Dichtung.
Neben der beruflichen Tätigkeit schrieb Hanno Helbling mehrere Bücher zur mittelalterlichen Geistesgeschichte und zu kirchlichen Themen sowie Berichte zum Zweiten Vatikanum in der NZZ.
Darüber hinaus übersetzte er literarische Texte aus dem Französischen, Italienischen und aus dem Englischen, insbesondere aber Werke von Charles Ferdinand Ramuz, wofür er den Literaturpreis Prix lémanique de la traduction erhielt.

## Positionen
Helbling war ein Kritiker der Erklärung der Glaubenskongregation «Der Primat des Nachfolgers Petri im Geheimnis der Kirche» von 1998, des «Instrumentum Laboris» zur Europäischen Bischofssynode 1999 und der Erklärung Dominus Iesus von 2000. Er zeigte grosses Interesse an einer Reform des Papstamtes.
Helbling hatte Sympathien für den katholischen Theologen Herbert Haag, dessen Buch Worauf es ankommt. Wollte Jesus eine Zwei-Stände-Kirche? (1997) er gegen die Kritik des Basler Bischofs Kurt Koch in Schutz nahm.
2004 verteidigte er gegen die Kritik von Joseph Ratzinger den Verzicht auf den Gottesbezug in der Präambel der EU-Verfassung.

## Werke (Auswahl)
- Das Zweite Vatikanische Konzil. Ein Bericht. Reinhardt, Basel 1966.
- William Shakespeare. Die Sonette. Übertragung, Nachwort Hanno Helbling. Manesse, Zürich 1983, ISBN 3-7175-1648-5.
- Erinnertes Leben. Marcel Prousts «Suche nach der verlorenen Zeit» (= Suhrkamp Taschenbuch. 1547). Suhrkamp, Frankfurt am Main 1988, ISBN 3-518-38047-8.
- Die Zeit bestehen. Europäische Horizonte. Artemis, Zürich 1990.
- Arrigo Boito – Ein Musikdichter der italienischen Romantik. Piper, München 1995, ISBN 3-492-18326-3.
- Katharina von Siena. Mystik und Politik. Beck, München 2000, ISBN 3-406-46160-3.
- Port-Royal. Zeugnisse einer Tragödie. Theologischer Verlag Zürich, Zürich 2004, ISBN 3-290-17329-1.